# Спедино (Ријети)
Спедино је насеље у Италији у округу Ријети, региону Лацио.
Према процени из 2011. у насељу је живело 77 становника. Насеље се налази на надморској висини од 892 м.